# Gråhara ören
Gråhara ören (finska: Harmajanourit) är en ö i Finland.   Den ligger i kommunen Helsingfors i den ekonomiska regionen  Helsingfors  och landskapet Nyland, i den södra delen av landet, 7 km söder om huvudstaden Helsingfors.